# Rhombophryne longicrus
Rhombophryne longicrus — вид жаб родини карликових райок (Microhylidae). Описаний у 2015 році.

## Поширення
Ендемік Мадагаскару. Виявлений у високогірних лісах на масиві Сората на півночі острова.

## Опис
Жаба завдовжки 24-27 мм. Голова ширша ніж довша, діаметр барабанної перетинки становить 47% від діаметру очей, надбрівні шипи відсутні. 